# Episodi di Distretto di Polizia (nona stagione)
La nona stagione della serie televisiva Distretto di Polizia formata da 26 episodi, è andata in onda in prima serata su Canale 5 dall'11 settembre al 29 novembre 2009.
In questa stagione entra a far parte del cast Tullio Solenghi nei panni del PM Davide Castelli.
| nº | Titolo                                    | Prima TV Italia   |
| -- | ----------------------------------------- | ----------------- |
| 1  | Prede (prima e seconda parte)             | 11 settembre 2009 |
| 2  | Prede (prima e seconda parte)             | 11 settembre 2009 |
| 3  | Come un figlio                            | 18 settembre 2009 |
| 4  | Il prete nero                             | 18 settembre 2009 |
| 5  | Doppie vite                               | 25 settembre 2009 |
| 6  | Isola                                     | 25 settembre 2009 |
| 7  | Al posto suo                              | 2 ottobre 2009    |
| 8  | È già domani                              | 2 ottobre 2009    |
| 9  | Quando si fa sera (prima e seconda parte) | 9 ottobre 2009    |
| 10 | Quando si fa sera (prima e seconda parte) | 9 ottobre 2009    |
| 11 | Un amore inconfessabile                   | 16 ottobre 2009   |
| 12 | Guarda me                                 | 16 ottobre 2009   |
| 13 | Quel che resta dei padri                  | 25 ottobre 2009   |
| 14 | Gioco di prestigio                        | 25 ottobre 2009   |
| 15 | Piovuti dal cielo                         | 30 ottobre 2009   |
| 16 | Prove di coraggio                         | 30 ottobre 2009   |
| 17 | Frequenze                                 | 6 novembre 2009   |
| 18 | I soldi e le donne                        | 6 novembre 2009   |
| 19 | Al buio                                   | 8 novembre 2009   |
| 20 | Una nuova vita                            | 8 novembre 2009   |
| 21 | Guerra di quartiere                       | 15 novembre 2009  |
| 22 | Un futuro diverso                         | 15 novembre 2009  |
| 23 | La tentazione del male                    | 22 novembre 2009  |
| 24 | Autopsia di un tradimento                 | 22 novembre 2009  |
| 25 | Ossessioni                                | 29 novembre 2009  |
| 26 | Vieni via con me                          | 29 novembre 2009  |

## Prede (prima e seconda parte)
- Diretto da: Alberto Ferrari
- Scritto da: Andrea Leanza (prima parte) e Debora Alessi (seconda stagione)

### Trama
La serie inizia con un omicidio commesso ai margini di un bosco da parte di due uomini incappucciati, che viene visto da un ignaro conducente. Nel frattempo, Anna riceve una telefonata dall'ex fidanzato Carlo, che le chiede di potersi incontrare. Intanto il testimone dell'omicidio, identificato come Libero Giordani, viene poi fermato dalla polizia stradale perché in possesso di una piccola quantità di marijuana e viene portato al X Tuscolano dove racconta l'accaduto agli agenti. A un tratto, Ugo comunica a Luca, promosso a commissario, di aver ricevuto una telefonata anonima che dice della presenza di una bomba all'interno del commissariato. Tutto il distretto viene fatto evacuare. Improvvisamente, due killer in moto si presentano davanti al X Tuscolano e fanno fuoco, uccidendo Carlo e il testimone dell'omicidio e inoltre ferendo Raffaele Marchetti. I due killer fuggono a tutta velocità. Giunge poi il nuovo ispettore Lorenzo Monti, che insegue gli attentatori insieme al commissario Benvenuto fino ad arrivare nei pressi di un casale abbandonato sulla Casilina. Qui l'ispettore Monti uccide uno dei due killer. Al commissariato intanto, gli agenti fanno la conoscenza del nuovo PM, il dottor Davide Castelli, con cui Elena Argenti ha avuto una storia mentre era la sua capo scorta a Genova. Tutta la squadra quindi decide di avviare le indagini per capire i motivi dell'attentato. Invece l'indagine avvenuta nel bosco conduce Benvenuto e i suoi uomini a scoprire che gli assassini sono un gruppo di cacciatori esperti, che si sono formati in Kenya per delle battute di caccia, ma non c'entrano nulla con l'agguato al Distretto in cui ha perso la vita Carlo, tra l'altro Anna ha avuto dei sensi di colpa per la morte di quest'ultimo, infatti scoprono che il vero obiettivo dell'attentato era Carlo, non il testimone.
- Altri interpreti: Clemente Pernarella (Carlo Fiorentini), Pierluigi Stella (Libero Giordani), Paolo Pierobon (Mario Bagilupo), Anna Longhi (Armanda Marchetti), Stefano Ambrogi (Pietro Bonetti), Riccardo Serventi Longhi (avvocato Marini), Francesca Giovannetti (dott.ssa Donati)
- Ascolti Italia: telespettatori 4 611 000 – share 23,01% (prima parte)[1] e 4 270 000 - share 23,28% (seconda parte)[2]

## Come un figlio
- Diretto da: Alberto Ferrari
- Scritto da: Luisa Cotta Ramosino

### Trama
Un'indagine conduce l'ispettore Anna Gori in un ristorante russo dove conosce Dorian, un affascinante ed elegante ungherese che, colpito dalla sua bellezza, la invita a rincontrarsi. Ancora non consapevole di essersi imbattuta nel braccio destro del mandante dell'omicidio di Carlo, il mafioso russo Pavel, Anna, sotto falsa identità accetta l'invito. Nel frattempo il X Tuscolano indaga sull’omicidio stradale di Filippo Bergomi.
- Altri interpreti: Anna Longhi (Armanda), Manuela Ungaro (moglie di Augusto Li Brizzi), Michele Vannucci (Filippo Bergomi), Blu Yoshimi (Angelina), Marco Todisco (Andrea Guidi), Paolo Pierobon (Mario Bagilupo).
- Ascolti Italia: telespettatori 4 413 000 – share 17,47%[3]

## Il prete nero
- Diretto da: Alberto Ferrari
- Scritto da: Andrea Nobile

### Trama
Mentre gli ispettori Elena e Lorenzo sono alle prese con il caso di tentato avvelenamento di un prete nero avvenuto durante una messa in una parrocchia, l'ispettore Gori, frustrata dal rapporto con Luca il quale l’ha rifiutata platealmente una notte, continua ad indagare su Katarina Levintaggi, le cui tracce sono rinvenute a casa di Carlo: Anna scopre che il suo ex promesso sposo le aveva prestato soccorso. I colleghi dell'ospedale, Bagilupo e Franchi, non le confermano l'accaduto. Decisa a portare avanti l'indagine sulla Levantaggi, Anna accetta l'invito a pranzo dell'affascinante ungherese Dorian non sapendo che si tratta del braccio destro di Pavel, il mandante degli omicidi di Carlo e Katarina.
- Altri interpreti: Emiliana Franzone (Assunta), Gloria Coco (Fiorenza), Paolo Pierobon (Mario Bagilupo), Antonio Zavatteri (Antonio Franchi), Irma Carolina Di Monte (Adele), Simone Gandolfo (Dimitri Bokov), Sergio Pierattini (Michele Fabbrucci).
- Ascolti Italia: telespettatori 4 111 000 – share 19,04%[3]

## Doppie vite
- Diretto da: Alberto Ferrari
- Scritto da: Giorgio Grossi

### Trama
Gli ispettori del X Tuscolano indagano sul rapimento della figlia quindicenne di un libraio romeno, Goran Cernea, il quale nasconde un passato di poliziotto sotto il regime di Ceaușescu. Nel frattempo, le indagini sull'omicidio di Carlo e sulla misteriosa donna russa con cui era in contatto portano l'ispettore Anna Gori e il commissario Luca Benvenuto alla scoperta di un suo possibile coinvolgimento nel traffico di droga, pista rivelatasi poi depistatoria, ad opera del collega di Carlo coinvolto in un misterioso traffico ai cui vertici stanno Dorian e Pavel.
- Altri interpreti: Sasa Vulicevic (Goran), Tatiana Antipova (rapitrice), Paolo Pierobon (Mario Bagilupo), Romuald Andrzej Klos (Mikhail Popovic), Giulia Bertini (Chiara Monti).
- Ascolti Italia: telespettatori 4 710 000 – share 18,84%[4]

## Isola
- Diretto da: Alberto Ferrari
- Scritto da: Andrea Magnani

### Trama
Gli agenti del X Tuscolano, aiutati dall'ispettore del XII Gabriele Mancini, indagano sull'omicidio di un aspirante fumettista, Rocco Stasi, trovato morto in un fossato nella borgata di Tor Pagnotta. Dopo non molto viene trovato morto anche Salvatore Bartoli, addetto alla sicurezza di un circolo esclusivo. Il dottore Bagilupo, complice nel traffico all'ospedale, fugge, ma rimane ucciso da Pavel e Dorian, che tengono sotto tiro anche Monti e la Argenti.
- Altri interpreti: Paolo Buglioni (Salvatore Bartoli), Dario Faiella (Samuele Bartoli), Cinzia Monreale (moglie di Umberto), Francesca Giovannetti (dott.ssa Donati), Claudia G. Moretti (commissario Susanna Airolfi), Paolo Pierobon (Mario Bagilupo), Antonio Zavatteri (Antonio Franchi), Giulia Bertini (Chiara Monti), Giovanni Anzaldo (Jacopo).
- Ascolti Italia: telespettatori 4 185 000 – share 20,41%[4]

## Al posto suo
- Diretto da: Alberto Ferrari
- Scritto da: Sara Polidoro

### Trama
La polizia indaga sui legami dell'ospedale con la mafia russa: arresteranno Franchi nell'atto di operare delle ragazze, le quali nascondono, in delle protesi, dei diamanti preziosi. Nel frattempo, si indaga su un duplice omicidio nell'ambiente degli avvocati.
- Altri interpreti: Gigi Angelillo (avvocato Sermonti), Stefano Venturi (Corrado Clementi), Antonella Bavaro (Patrizia Clementi), Roberto Salvi (Emiliano Furlan), Paolo Pierobon (Mario Bagilupo), Simone Gandolfo (Dimitri Bokov), Danilo Nigrelli (Saverio Patrizi), Gilda Lapardhaja (Rita), Claudia G. Moretti (Susanna Airolfi), Isabelle Adriani (Carolina Ferretti), Antonio Zavatteri (Antonio Franchi).
- Ascolti Italia: telespettatori 4 587 000 – share 17,15%[5]

## È già domani
- Diretto da: Alberto Ferrari
- Scritto da: Antonio Leonardi

### Trama
Gli ispettori del X Tuscolano indagano sull'origine di alcuni lividi rilevati sul corpo di tre bambini, colpevoli di un furto in un negozio di giocattoli. Il caso si complica quando il principale indiziato, il parroco del quartiere, viene trovato morto nella sua abitazione. Si sospetta poi del dottor Biffi che prescriveva delle vitamine ai bambini; si scopre che in realtà il pediatra li usava come cavie. Intanto, con l'arresto del dottor Franchi, il commissario Benvenuto e Anna Gori possono fare luce sull'innocenza di Carlo e sui traffici clandestini della mafia russa.
- Altri interpreti: Jerry Mastrodomenico (dottor Biffi), Anna Ferruzzo (Jennifer, madre di Matteo), Vincenzo Messina (Matteo), Ian Louis Anton Sassanelli (amico di Matteo), Simone Gandolfo (Dimitri Bokov), Romuald Andrzej Klos (Mikhail Popovic), Michela Andreozzi (Sofia Ingargiola), Antonio Zavatteri (Antonio Franchi).
- Ascolti Italia: telespettatori 4 132 000 – share 18,68%[5]

## Quando si fa sera (prima e seconda parte)
- Diretto da: Alberto Ferrari
- Scritto da: Andrea Nobile (prima parte) e Luisa Cotta Ramosino (seconda parte)

### Trama
L'indagine del neo-ispettore Gabriele Mancini su una serie di stupri di giovani donne ex tossicodipendenti, tutti avvenuti nel Parco degli Acquedotti, assume una piega imprevista quando lui stesso viene riconosciuto colpevole da una delle vittime, Francesca Sculli. Anna Gori continua a frequentare ignara l'ambiente della mafia russa mentre i colleghi indagano su Dimitri Bokov che si rende irreperibile. Le accuse di stupro rivolte verso Mancini da una delle vittime del parco sembrano supportate dalla scoperta che sua madre in gioventù era stata ricoverata in una clinica per tossicodipendenti, e il X identificano il vero colpevole é Mattia Fagnoni. Al momento dell'arresto l'uomo scappa e prende in ostaggio Elena; i  colleghi devono affrontare una corsa contro il tempo per salvare la vita. Invece Dimitri sorprende Anna fuori dal ristorante di Dorian: scopre da Anna che é Dimitri é in realtà un poliziotto sotto copertura.
- Altri interpreti: Simone Gandolfo (Dimitri Bokov), Romuald Andrzej Klos (Mikhail Popovic), Alice Palazzi (Francesca Sculli), Claudia G. Moretti (Susanna Airolfi), Giulia Bertini (Chiara Monti), Davide Paganini (Mattia Fagnoni), Danilo Nigrelli (Saverio Patrizi), Michela Andreozzi (Sofia Ingargiola), Isabelle Adriani (Carolina Ferretti), Gilda Lapardhaja (Rita)
- Ascolti Italia: telespettatori 4 157 000 – share 17,35% (prima parte)[6] e 1 157 000 - 19,14% (seconda parte)[6]

## Un amore inconfessabile
- Diretto da: Alberto Ferrari
- Scritto da: Andrea Lenza

### Trama
Un anziano tedesco viene ritrovato impiccato in una stanza di un bed and breakfast e gli ispettori del X Tuscolano avviano un'indagine cercando di svelare gli indizi celati dietro l'apparente suicidio. La rivelazione della sua appartenenza, da giovane, all'esercito nazista, li condurrà alla scoperta di antichi racconti partigiani mai sopiti. Dopo la scoperta della vera identità di Dimitri Bokov, Anna riceve l'ordine da Luca di interrompere la frequentazione con l'ungherese Dorian, di cui è ormai innamorata. L’ungherese viene a sapere che Bokov è un infiltrato e, dopo averlo pedinato e averlo sorpreso con il maggiore Patrizi, gli spara pensando di averlo ucciso mentre il suo complice spara all’ufficiale della DIA.
- Altri interpreti: Sergio Graziani (marito di Luciana), Anna Orso (Luciana), Francesca Giovannetti (dott.ssa Donati), Danilo Nigrelli (Saverio Patrizi), Simone Gandolfo (Dimitri Bokov/Ivan Dragof), Michela Andreozzi (Sofia Ingargiola), Gilda Lapardhaja (Rita), Alysa Bistrova, Giulia Bertini (Chiara Monti).
- Ascolti Italia: telespettatori 4 690 000 – share 17,63%[7]

## Guarda me
- Diretto da: Alberto Ferrari
- Scritto da: Debora Alessi

### Trama
Gli ispettori del X Tuscolano sono impegnati nelle indagini sul rapimento di una diciottenne, Fabiana Tocci, che, secondo la testimonianza del padre, avrebbe architettato un falso rapimento per ottenere da lui del denaro. L'ipotesi svanisce dopo aver ritrovato la Tocci morta: il suo cadavere, in aperta campagna, giace all'interno di un bagagliaio di un'auto. Intanto dopo il suicidio di Dimitri e il risveglio dal coma di Patrizi, l'indagine sulla mafia russa fa un enorme balzo avanti, ma Anna, decisa a riprendere la sua infiltrazione nell'ambiente mafioso, viene bloccata da Luca.
- Altri interpreti: Lidia Cocciolo (Barbara Rossini), Greta Scarano (Livia Lamartire), Simone Gandolfo (Dimitri Bokov/Ivan Dragof), Romuald Andrzej Klos (Mikhail Popovic), Fabrizio Bordignon (padre di Barbara Rossini), Danilo Nigrelli (Saverio Patrizi), Francesca Giovannetti (dott.ssa Donati), Isabelle Adriani (Carolina Ferretti), Michela Andreozzi (Sofia Ingargiola), Gilda Lapardhaja (Rita), Giulia Bertini (Chiara Monti), Mario Sgueglia (Tommaso Scorza).
- Ascolti Italia: telespettatori 4 482 000 – share 21,30%[7]

## Quel che resta dei padri
- Diretto da: Alberto Ferrari
- Scritto da: Dante Palladino

### Trama
Il sequestro di un dirigente aziendale da parte di alcuni operai per protesta contro i tagli occupazionali si trasforma in dramma quando un operaio viene trovato morto e le indagini del X Tuscolano tentano di far luce su questo controverso sospetto caso di omicidio. Allo stesso tempo l'inchiesta su una società finanziaria italiana, mediatrice con la mafia russa, sortisce risultati inaspettati. Dorian e Pavel uccidono il grande capo Pope mentre si incontra con la società di mediazione italiana.
- Altri interpreti: Libero Sansavini (operaio), Emanuele Vezzoli (Giorgio Paradisi), Lucia Rossi (Miriam), Michela Andreozzi (Sofia Ingargiola), Francesca Giovannetti (dott.ssa Donati), Romuald Andrzej Klos (Milhail Popovic), Daniele Nigrelli (Saverio Patrizi), Maciej Robakiewicz (Alexej).
- Ascolti Italia: telespettatori 4 192 000 – share 16,34%[8]

## Gioco di prestigio
- Diretto da: Alberto Ferrari
- Scritto da: Francesca De Michelis

### Trama
Ufficialmente trasferita in una clinica svizzera per un'operazione alla gamba, l'ispettore Anna Gori, in assoluta segretezza svolge la sua missione di infiltrazione nell'ambiente della mafia russa, dove l'avvincente Pavel sta per diventare Pope. La situazione si complica quando Nadja, la compagna di Pavel, segretamente innamorata di Dorian, cerca di smascherarla.
- Altri interpreti: Marina Limosani (Belinda), Sebastiano Rizzo (Giorgio), Michela Andreozzi (Sofia Ingargiola), Danilo Nigrelli (Saverio Patrizi), Maciej Robakiewicz (Alexej), Giulia Bertini (Chiara Monti), Romuald Andrzej Klos (Mikhail Popovic).
- Ascolti Italia: telespettatori 3 731 000 – share 21,71%[8]

## Piovuti dal cielo
- Diretto da: Alberto Ferrari
- Scritto da: Andrea Lenza

### Trama
Gli ispettori del X Tuscolano sono alle prese con un giovane pony express che è entrato, del tutto casualmente, in possesso di una borsa contenente molto denaro contante. Il caso si stringe quando il corpo del giovane viene trovato nelle vicinanze di un parco.
- Altri interpreti: Carlina Torta (moglie di Riccobene), Gianni Franco (Donato Riccobene), Francesca Giovannetti (dott.ssa Donati), Isabelle Adriani (Carolina Ferretti), Danilo Nigrelli (Saverio Patrizi), Michela Andreozzi (Sofia Ingargiola), Diego Verdegiglio (Liguori).
- Ascolti Italia: telespettatori 4 763 000 – share 17,93%[9]

## Prove di coraggio
- Diretto da: Alberto Ferrari
- Scritto da: Debora Alessi

### Trama
Mentre i colleghi del X Tuscolano indagano su una rapina ad un furgone portavalori, l'ispettore Anna Gori è alle prese con i continui sospetti di Nadja. Intanto Pavel sta per essere eletto "Pope". Anna arriva sul luogo di uno scambio di armi, fa una fotografia a Dorian e fa appena in tempo ad inviarla a Luca; si ritroverà Dorian davanti.
- Altri interpreti: Fiorenza Marchegiani (Silvia Castelli), Francesco Acquaroli (Fausto), Matteo Fiocco (figlio di Fausto), Angelo Campolo (Marcello Rizzo), Isabelle Adriani (Carolina Ferretti), Michela Andreozzi (Sofia Ingargiola), Maciej Robakiewicz (Alexej), Fabrizio Jovine (boss russo), Chiara Bertini (Chiara Monti), Giovanni Anzaldo (Jacopo).
- Ascolti Italia: telespettatori 4 203 000 – share 19,45%[9]

## Frequenze
- Diretto da: Alberto Ferrari
- Scritto da: Luisa Cotta Ramosino

### Trama
Una ragazza di nome Emma viene rapita; riesce a mettersi in contatto con un giovane di nome Pietro tramite una radio da lei stessa costruita. Il ragazzo si reca al X Tuscolano e partono le indagini. Nel frattempo si decide se mandare avanti l'operazione sotto copertura di Anna o di interromperla, per i rischi che corre la poliziotta. Anna vuole continuare. Per quanto riguarda il caso della ragazza rapita, si rintracciano i genitori che spiegano che la loro figlia è malata di cuore. Gabriele, Elena e Lorenzo scoprono che il rapitore è Alberto Ferri, il proprietario di una pizzeria vicina al luogo del rapimento, avvenuto per permettere al figlio di avere un cuore nuovo, cuore che spettava alla giovane. Il figlio del pizzaiolo venuto a conoscenza dei fatti rifiuta l'intervento. La ragazza viene ritrovata e portata all'ospedale per l'operazione.
Anna, che aveva scoperto i traffici di Dorian, torna da lui e gli spiega che è sicura di voler continuare la loro storia.
- Altri interpreti: Silvia Rubino (Emma Landi), Arcangelo Iannace (Alberto Ferri), Giuseppe Antignati (padre di Emma), Luisa Maneri (madre di Emma), Isabelle Adriani (Carolina Ferretti), Michela Andreozzi (Sofia Ingargiola), Simone Gandolfo, Danilo Nigrelli (Saverio Patrizi), Giovanni Anzaldo (Jacopo), Giulia Bertini (Chiara Monti).
- Ascolti Italia: telespettatori 4 535 000 – share 16,39%[10]

## I soldi e le donne
- Diretto da: Alberto Ferrari
- Scritto da: Andrea Nobile

### Trama
Il titolare di un'agenzia interinale viene trovato ucciso all'interno di un complesso residenziale. Le indagini si concentrano sulla squillo che si trovava con lui la sera precedente, Rossana, che oltretutto veniva pagata da qualcun altro. Nel frattempo Anna si è trasferita a casa di Dorian ed è riuscita ad avere la sua fiducia.
- Altri interpreti: Fiorenza Marchegiani (Silvia Castelli), Lucia Rossi (Miriam), Rossella Infanti (Rossana), Michela Andreozzi (Sofia Ingargiola), Fortunato Cerlino (Andrea Vitale), Francesca Giovannetti (dott.ssa Donati), Isabella Adriani (Carolina Ferretti), Chiara Bertini (Chiara Monti), Giovanni Anzaldo (Jacopo).
- Ascolti Italia: telespettatori 4 449 000 – share 19,70%[10]

## Al buio
- Diretto da: Alberto Ferrari
- Scritto da: Dante Palladino

### Trama
Una donna non vedente viene uccisa in un istituto per ciechi. Le indagini si concentrano sul direttore dell'istituto, Federico Salvini, che con la morte della giovane avrebbe beneficiato del premio della sua polizza. Ma un'altra ospite sente tutto, e, aggredita a sua volta, rivela un indizio fondamentale che darà una svolta alle indagini. Anna trasgredisce agli ordini di Luca, mettendosi in una posizione di alto rischio, accompagnando cioè Dorian alla presa del carico di armi. Luca e i suoi sono lì.
- Altri interpreti: Fiorenza Marchegiani (Silvia Castelli), Veronica Bruni (ex di Salvini), Giovanna Rei (Eva Gentile), Francesca Giovannetti (dott.ssa Donati), Massimo Palazzini (Federico Salvini), Katia Greco (ragazza cieca), Danilo Nigrelli (Saverio Patrizi), Isabelle Adriani (Carolina Ferretti), Michela Andreozzi (Sofia Ingargiola), Giulia Bertini (Chiara Monti), Giovanni Anzaldo (Jacopo), Massimo De Matteo (complice di Eva Gentile).
- Ascolti Italia: telespettatori 3 970 000 – share 13,74%[11]

## Una nuova vita
- Diretto da: Alberto Ferrari
- Scritto da: Giancarlo Balmas, Federico Lunadei Maroder

### Trama
Anna fa saltare il blitz al deposito d'armi della mafia russa contravvenendo agli ordini di Luca, mettendo in salvo Dorian. Conquistata così la sua fiducia, Anna riesce a partecipare alla riunione dei capi dell'organizzazione russa e a fotografarli. L'ispettore Monti, mentre tenta di fare luce sulle circostanze che due anni prima hanno determinato la morte del collega Franco Giraldi, ingiustamente accusato di corruzione, assiste al rapimento della figlia Chiara che verrà infine ritrovata.
Elena chiede il trasferimento e durante una passeggiata al mare vede Anna con Dorian.
- Altri interpreti: Fiorenza Marchegiani (Silvia Castelli), Fabrizio Jovine (boss russo), Giovanna Rei (Eva Gentile), Massimo De Matteo (complice di Eva Gentile), Danilo Nigrelli (Saverio Patrizi), Giulia Bertini (Chiara Monti).
- Ascolti Italia: telespettatori 4 049 000 – share 19,01%[11]

## Guerra di quartiere
- Diretto da: Alberto Ferrari
- Scritto da: Valentina Pascarelli, Marco Tiberi

### Trama
Gli inquirenti del X Tuscolano indagano sulla morte per percosse di un giovane derubato in strada, ma gli indizi sulla colpevolezza di un romeno del quartiere non convincono il commissario Benvenuto, che dovrà sfidare i sentimenti xenofobi della gente, per assicurare alla giustizia il vero colpevole. Dopo aver scoperto che la collega Anna Gori è ancora in missione da infiltrata nell'ambiente della mafia russa, l'ispettore Elena Argenti decide di rinunciare al trasferimento per starle vicina.
- Altri interpreti: Fiorenza Marchegiani (Silvia Castelli), Gabriele Galli (Giovanni Corsi), Caterina Costantini (madre di Filippo Ceci), Francesca Giovannetti (dott.ssa Donati), Andrea Bonella (Filippo Ceci), Giulia Bertini (Chiara Monti).
- Ascolti Italia: telespettatori 4 017 000 – share 14,84%[12]

## Un futuro diverso
- Diretto da: Alberto Ferrari
- Scritto da: Andrea Nobile

### Trama
Le indagini degli ispettori del X Tuscolano si concentrano su un triplice omicidio: una coppia di anziani benestanti, i Loiero, e un rapinatore trovati assassinati nella villetta della coppia. Il caso si complica quando anche il principale sospettato, il figlio minore della coppia, Claudio, viene trovato assassinato. Si sospetta quindi prima del fratello maggiore e poi della moglie di quest'ultimo. L'indagine da infiltrata di Anna Gori subisce una svolta fatale, quando decide di introdursi nell'ufficio di Pavel per impossessarsi dei suoi preziosi documenti sui piani militari: verrà scoperta da Pavel.
- Altri interpreti: Fiorenza Marchegiani (Silvia Castelli), Alessandro Gruttadaura (fratello di Claudio Loiero), Cecilia Luci (moglie di Loiero), Francesca Giovannetti (dott.ssa Donati), Isabelle Adriani (Carolina Ferretti), Danilo Nigrelli (Saverio Patrizi), Giulia Bertini (Chiara Monti).
- Ascolti Italia: telespettatori 3 700 000 – share 18,51%[12]

## La tentazione del male
- Diretto da: Alberto Ferrari
- Scritto da: Debora Alessi

### Trama
Al distretto si indaga su una ragazza, Michela Cimmino, vittima di un fidanzato violento, Roberto Satta. Intanto Pavel ha scoperto la doppia identità di Anna Gori e sta per ucciderla. Dorian, innamorato di Anna, ancora non sospetta di lei e uccide quindi Pavel. Dorian è preoccupato dal fatto che vorrebbe arrivare a controllare l'affare dei documenti militari, con l'appoggio di Nadja che è all'oscuro delle vere circostanze dell'omicidio di Pavel, ma sospettosa.
- Altri interpreti: Stella Egitto (Michela Cimmino), Carmelo Galati (Roberto Satta), Vittorio Viviani (Ettore, padre di Michela), Almerica Schiavo (madre di Michela), Fabrizio Jovine (boss russo), Giulia Bertini (Chiara Monti).
- Ascolti Italia: telespettatori 4 136 000 – share 18,49%[13]

## Autopsia di un tradimento
- Diretto da: Alberto Ferrari
- Scritto da: Luisa Cotta Ramosino

### Trama
La dott.ssa Donati, medico legale del distretto, è sospettata di aver ucciso il marito Walter e c'è un solo indizio che potrebbe scagionarla. Insospettita dalla rivelazione di una cameriera del Samovar che le ha raccontato di un litigio tra Dorian e Pavel la sera della sua morte, Nadja decide di indagare e fa estrarre dal corpo di Pavel la pallottola scoprendo che non è delle armi dei colombiani, ma della pistola di Dorian. Nadja ottiene, così, il consenso dei patriarchi di uccidere sia Dorian che Giulia ma i due fuggono in tempo. Elena racconta a Castelli dell'indagine sotto copertura di Anna e poco dopo la talpa rivela a Dorian che Giulia è una poliziotta.
- Altri interpreti: Francesca Giovannetti (dott.ssa Donati), Fabrizio Jovine (boss russo), Alysa Bistrova (Maria/Katarina Kasparova), Michela Andreozzi (Sofia Ingargiola), Paolo Persi.
- Ascolti Italia: telespettatori 3 987 000 – share 22,48%[13]

## Ossessioni
- Diretto da: Alberto Ferrari
- Scritto da: Andrea Leanza

### Trama
Dorian abbandona nella casa al mare l'ispettore Anna Gori che viene tratta in salvo dai colleghi grazie al GPS del suo cellulare. Al risveglio da una commozione cerebrale, l'ispettore scopre sul suo corpo un misterioso tatuaggio fattole da Dorian. Mentre gli ispettori sono alla ricerca dell'accendino con le impronte della talpa, smarrito dalla Gori sulla spiaggia, il commissario Benvenuto si convince che la talpa sia il magistrato Castelli e si mette alla ricerca delle prove che ne dimostrino la colpevolezza. Nel frattempo il X Tuscolano indaga sulla morte del prof. Silvestri, terapeuta di Sandra Malerba che viene sospettata.
- Altri interpreti: Manrico Gammarota (Alberto Malerba), Lucia Rossi (Miriam), Francesca Perini (Sandra Malerba), Francesca Giovannetti (dott.ssa Donati), Alysa Bistrova (Maria/Katarina Kasparova), Danilo Nigrelli (Saverio Patrizi), Michela Andreozzi (Sofia Ingargiola), Giulia Bertini (Chiara Monti).
- Ascolti Italia: telespettatori 4 972 000 – share 17,86%[14]

## Vieni via con me
- Diretto da: Alberto Ferrari
- Scritto da: Dante Palladino

### Trama
Dalle analisi delle impronte sull'accendino ritrovato sulla spiaggia risulta l'innocenza del magistrato Castelli, mentre viene rivelata la vera identità dell'informatore segreto: Katarina Kasparova, la ragazza a lungo cercata dall'ispettore Gori e poi ritenuta morta. Il magistrato la riconosce come la sua governante dell'est, Maria, e grazie alla testimonianza della Kasparova gli ispettori del X Tuscolano riusciranno a ritrovare le tracce di Dorian e di Nadja che, entrata in possesso del figlio di Dorian, tenterà di usarlo come merce di scambio per ottenere il prezioso microchip. Ad Anna spetterà il compito più difficile: salvare il figlio di Dorian. Durante una violenta sparatoria, Anna riuscirà a salvare Abel ma, contemporaneamente, in un disperato tentativo di fuga, Dorian verrà ucciso da Nadja. Infine, la stessa Nadja verrà arrestata e Anna deciderà di lasciare il distretto per andare a studiare biologia marina all'università di Trieste, perché è troppo scioccata per la morte di Dorian, chiedendo l’affido di Abel. Anche Monti lascia il X Tuscolano per diventare commissario in un altro commissariato.
- Altri interpreti: Lucia Rossi (Miriam), Michela Andreozzi (Sofia Ingargiola), Francesca Giovannetti (dott.ssa Donati), Isabelle Adriani (Carolina Ferretti), Alysa Bistrova (Maria/Katarina Kasparova), Fabrizio Jovine (boss russo), Giulia Bertini (Chiara Monti).
- Ascolti Italia: telespettatori 5 085 000 – share 25,23%[14]